# Аленово галаго
Аленовото галаго (Galago alleni) е вид бозайник от семейство Галагови (Galagidae).

## Разпространение и местообитание
Разпространен е в Екваториална Гвинея, Камерун и Нигерия.